# Richard A. Kowalski
Richard A. Kowalski, ameriški astronom, * 1963

## Delo
Kot ljubiteljski astronom se je v 90. letih dvajsetega stoletja pričel ukvarjati z astrometričnim in fotometričnimi opazovanji asteroidov. 
V letu 1999 so ga povabili k sodelovanju pri misiji Deep Space 1. 
Je član projekta Catalina Sky Survey, ki se izvaja od septembra 2005, v katerem so odkrili večje število blizuzemeljskih asteroidov in asteroidov asteroidnega pasu ter štiri komete. Med odkritimi kometi je tudi ponovno odkriti izgubljeni komet 226P/Pigott-LINEAR-Kowalski, ki ga je v letu 1783 odkril že Edward Pigott. 
6. oktobra 2008 je med opazovanjem na gori Mount Lemmon odkril asteroid 2008 TC3, ki je čez približno 20 ur padel na Zemljo v Sudanu. To je bil prvi asteroid, ki so ga odkrili pred padcem na površino Zemlje .
Kowalski ima delček tega asteroida 
Njemu v čast so poimenovali asteroid 7392 Kowalski.